# نادي برسبوليس للسيدات
نادي بيرسبوليس للسيدات (بالفارسية: باشگاه فوتبال بانوان پرسپولیس) هو فريق كرة قدم نسائي إيراني يقع مقره في طهران، إيران. يُعتبر الفريق جزءًا من نادي بيرسبوليس الرياضي والثقافي، وهو أحد أكثر الأندية شعبية في إيران. تأسس فريق السيدات ليكون ممثلاً للنادي في مسابقات كرة القدم النسائية المحلية، ويُعرف بشعاره الأحمر الشهير وجماهيره المتحمسة.

## التاريخ
تأسس فريق بيرسبوليس للسيدات رسميًا في بهدف تعزيز مشاركة النساء في كرة القدم الإيرانية. يتنافس الفريق في دوري كرة القدم النسائي الإيراني (دوري خيبر)، وهو الدوري الأعلى لكرة القدم النسائية في إيران. على الرغم من أن الفريق لا يزال في مراحله الأولى مقارنة بنظيره الرجالي، إلا أنه يسعى لتحقيق النجاح وبناء قاعدة جماهيرية قوية.

## الملعب
يلعب فريق بيرسبوليس للسيدات مبارياته الرسمية في وهو ملعب مشترك مع فرق أخرى في طهران. الملعب يتميز بأجوائه الحماسية بفضل حضور جماهير بيرسبوليس المخلصة.

## وصلات خارجية
- أخبار نادي برسبوليس للسيدات (بالفارسية)
- نادي برسبوليس موقع فيفا (بالإنجليزية)